# Schuldenfallen-Diplomatie

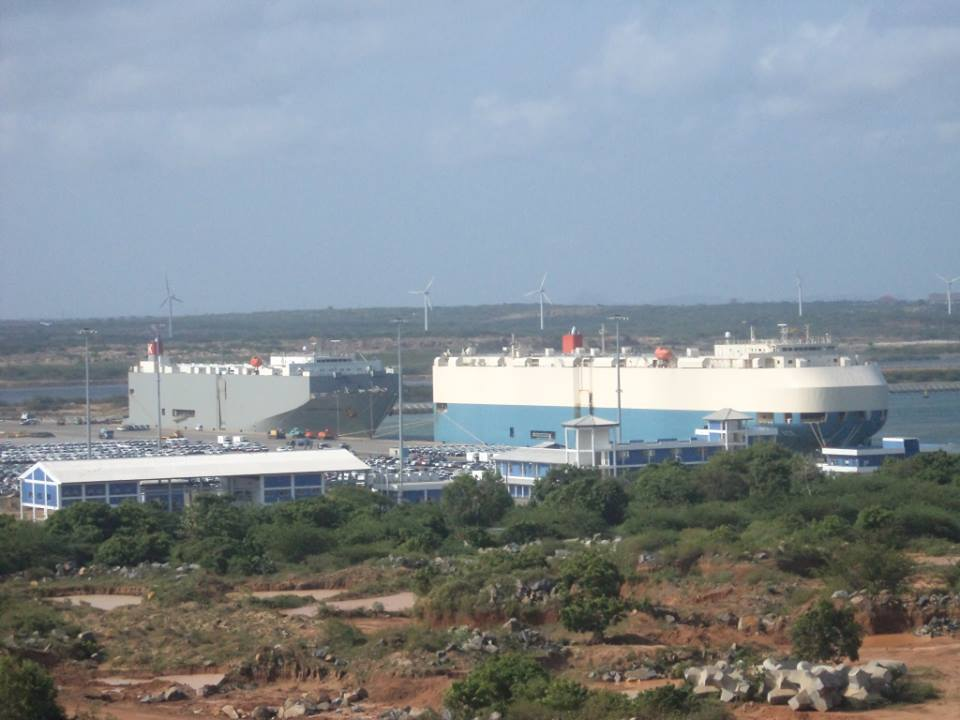
Der Hafen Hambantota in Sri Lanka wurde als Beispiel für chinesische Schuldenfallen-Diplomatie genannt

Der Begriff Schuldenfallen-Diplomatie (Englisch: Debt-trap diplomacy) ist ein geopolitischer Neologismus, der eine internationale Finanzbeziehung beschreibt, bei der ein Gläubigerland oder eine Institution einem Schuldnerland Kredite gewährt, um den politischen Einfluss des Kreditgebers auf den Schuldner zu erhöhen. Der Gläubiger kann seine Position dann ausnutzen, um wirtschaftliche oder politische Zugeständnisse zu erlangen, wenn das Schuldnerland seinen Rückzahlungsverpflichtungen nicht mehr nachkommen kann. Die Bedingungen derartiger Kreditgeschäfte sind häufig nicht öffentlich oder absichtlich intransparent gestaltet und können auf Korruption beruhen. Der Begriff Schuldenfallen-Diplomatie wurde erstmals 2017 von dem indischen Geostrategen Brahma Chellaney geprägt, der sie auf Chinas Entwicklungsfinanzierung für Afrika und die Neue Seidenstraße anwendete.
Obwohl der Begriff im 21. Jahrhundert populär wurde, gibt es zahlreiche deutlich ältere Beispiele für Schuldenfallen. So verschuldete sich das Osmanische Reich nach dem Abschluss eines Freihandelsabkommens mit dem Vereinigten Königreichs 1838 bei den großen europäischen Imperialmächten. 1875 wurde der osmanische Staatshaushalt nach einem Staatsbankrott unter die Kontrolle der Administration de la Dette Publique Ottomane gestellt, wodurch Ausländer Zugriff auf die Wirtschaft des Osmanischen Reiches bekamen. Ähnliches geschah in Ägypten, wo die Schulden aus dem Bau des Suezkanal zur britischen Dominanz über Ägypten führten. Im 20. Jahrhundert wurde den vom Westen dominierten Finanzinstitutionen wie der Weltbank und besonders dem Internationalen Währungsfonds vorgeworfen, Länder in Schuldenfallen zu locken. Beide Organisationen wurden beschuldigt, räuberische Kreditvergabepraktiken anzuwenden, um Entwicklungsländer in der Verschuldung zu halten. Dazu gehören: die Forderung nach Strukturanpassungsprogrammen als Bedingung für die Gewährung von Krediten, häufig an Regierungen, die diese Kredite als letzten Ausweg betrachten. Derartige Strukturanpassungsprogramme enthielten in der Vergangenheit häufig Sparmaßnahmen in den Bereichen Gesundheit, Infrastruktur und Bildung, sowie Privatisierungen, Öffnung für ausländisches Kapital, die Einflussnahme auf Zentralbanken und weitere Einschränkungen der wirtschaftspolitischen Souveränität.
Die wachsende Rolle der Volksrepublik China als Kreditgeber für Länder der Dritten Welt im 21. Jahrhundert haben zu Befürchtungen geführt, dass China seine Position als Kreditgeber ausnutzen könnte, um geopolitische Ziele zu erreichen. So hatte China zwischen 2000 und 2021 knapp 1,34 Billionen US-Dollar an Entwicklungsländer verliehen, um über 21.000 Projekte durchzuführen, viele davon im Rahmen der globalen Infrastrukturinitiative One Belt, One Road („neue Seidenstraße“). 2023 überstiegen in zwei Dutzend Ländern das Volumen chinesischer Kredite mehr als zehn Prozent des Bruttoinlandsprodukts, wobei viele dieser Kredite nicht in offiziellen Statistiken auftauchen. Als Beispiele für chinesische Schuldenfallen wurde der Hafen Hambantota in Sri Lanka und große Infrastrukturprojekte in Ländern wie Laos genannt. In Sri Lanka erhielt China 2018 für 99 Jahre die Kontrolle über den Hafen Hambantota im Gegenzug für einen Schuldenerlass. Auch in Pakistan, Kenia, Sambia und der Mongolei war eine große Abhängigkeit von chinesischen Krediten festzustellen, die zu Schuldenkrisen führten. Im Oktober 2021 kam eine Untersuchung des ugandischen Parlaments zu dem Schluss, dass die nicht öffentlichen Darlehensbedingungen der China Exim-Bank für den Ausbau des Flughafens Entebbe im Falle eines Zahlungsausfalls möglicherweise zur Beschlagnahmung des Flughafens führen könnten. Im November 2021 wies die chinesische Botschaft in Uganda jedoch Aussagen zurück, wonach der Flughafen eingezogen werden könnte.
Die US-Regierung unterstützte die Hypothese einer chinesischen Schuldenfalle mehrmals öffentlich. US-Außenminister Rex Tillerson prangerte China in einer Rede vor afrikanischen Regierungen im Mai 2018 an, bevor er eine offizielle Reise dorthin antrat, weil es „undurchsichtige Verträge, räuberische Kreditpraktiken und korrupte Geschäfte einsetzt, die Nationen in Schulden versinken lassen, ihre Souveränität untergraben und ihnen ein langfristiges, selbsttragendes Wachstum verwehren“. Im August 2018 beschuldigte eine überparteiliche Gruppe von 16 US-Senatoren China, eine Schuldenfallen-Diplomatie zu betreiben. Der Vorwurf das China eine gezielte Strategie der Schuldenfallen-Diplomatie betreiben würde, wurde jedoch auch angezweifelt und u. a. als „Mythos“ bezeichnet. Im Juni 2022 hieß es in einem Bericht von Forschern der Columbia University und der University of Oxford: „Das Narrativ der Schuldenfalle ist eher eine Funktion der strategischen und ideologischen Rivalität zwischen China und den USA als ein Spiegelbild der afrikanischen Realitäten oder Perspektiven“. Tatsächlich befänden sich die meisten Anleihen afrikanischer Staaten im Besitz westlicher privater Finanzinstitutionen.